# Maskformiga bihanget
Maskformiga bihanget, blindtarmsbihanget, latin appendix vermiformis (av vermis, "mask"), är ett fingerliknande utskott från blindtarmen. Tidigare har man trott att bihanget saknade funktion, men enligt hypoteser kan det spela en roll vid upprättandet av en normal tarmflora.
Vid blindtarmsinflammation (appendicit) avlägsnas blindtarmsbihanget kirurgiskt; man genomför en appendektomi.